# Regla Leyén
Regla Leyén Zulueta (* 3. November 1979 in Sancti Spíritus) ist eine ehemalige kubanische Judoka, die 2001 Weltmeisterschaftsdritte und 2003 Weltmeisterschaftszweite war.

## Sportliche Karriere
Regla Leyén kämpfte bis 2000 im Halbschwergewicht. 1996 gewann sie eine Bronzemedaille bei den Panamerikanischen Meisterschaften. 1998 war sie erstmals kubanische Meisterin. Im gleichen Jahr siegte sie auch bei den U20-Weltmeisterschaften.
2001 wechselte Leyén ins Mittelgewicht, die Gewichtsklasse bis 70 Kilogramm. In dieser Gewichtsklasse war sie von 2001 bis 2003 kubanische Meisterin. Bei den Weltmeisterschaften in München unterlag sie im Viertelfinale der Belgierin Ulla Werbrouck. Mit zwei Siegen in der Hoffnungsrunde erreichte sie den Kampf um eine Bronzemedaille, den sie gegen die Französin Amina Abdellatif gewann. Fünf Wochen nach den Weltmeisterschaften gewann sie eine Bronzemedaille bei der Universiade in Peking. Im November 2001 siegte Leyén bei den Panamerikanischen Meisterschaften. Anfang 2002 unterlag sie im Finale des Tournoi de Paris der Japanerin Masae Ueno. Bei den Mannschaftsweltmeisterschaften in Basel gewann sie mit der kubanischen Mannschaft die Silbermedaille hinter den Japanerinnen. 2003 siegte Leyén bei den Panamerikanischen Spielen in Santo Domingo. Bei den Weltmeisterschaften 2003 in Tokio bezwang sie im Halbfinale die Britin Kate Howey. Nach ihrer Finalniederlage gegen Masae Ueno erhielt sie die Silbermedaille. 
Anfang 2004 setzte Regla Leyén sich in die Vereinigten Staaten ab. Dort konnte sie aber nicht mehr an ihre sportlichen Erfolge anschließen.